# Lodewijk I van Wippra
Lodewijk I van Wippra was van 1169 tot 1173 de 23e bisschop van Münster. 

## Geschiedenis
Lodewijk stamde af van de heren van Wippra, verwant aan de Thüringse landgraven. Over zijn jeugd is weinig bekend. In 1151 schijnt hij domheer te zijn geweest, in 1157 penningmeester van de domsticht in Maagdenburg. Uit 1168 stammen vermeldingen als Maagdenburger domheer en domproost van Merseburg. Na de dood van zijn voorganger werd Lodewijk in 1168 door keizer Frederik I benoemd als 23e bisschop.
Om de inkomsten van de kathedraal en die van de bisschop zelf te scheiden, had hij acht hoofdhoven ingesteld die rechtstreeks onder de bisschop vielen: Lohn, Dülmen, Billerbeck, Warendorf, Beckum, Ahlen en Werne. Lodewijk stierf op 23 december 1173 door een epidemie. Hij werd bijgezet in de zuidelijke toren van de Dom te Münster.